# チャップリンの拳闘
『チャップリンの拳闘』（チャップリンのけんとう、The Champion）は、1915年のアメリカ映画。
『チャップリンの珍拳闘』や『チャムピオン』の邦題で紹介される場合もある。製作国のアメリカ合衆国においても、"Battling Charlie"、"Champion Charlie"、"Charlie the Champion"などの別タイトルで紹介される場合がある。

## 概要
エッサネイ・スタジオ制作、ゼネラル・フィルムカンパニー（General Film Company）配給。チャーリー・チャップリンが監督・脚本・編集・主演を務めて制作されたボクシングを題材にしたドタバタ喜劇映画。上映時間30分のモノクロ・サイレント映画である。ビデオ・DVD化されており、『淀川長治のクラシック名作映画　チャップリン作品集2』（発売元アイ・ヴィー・シー）などに収録されている。ボクシングのシーンはチャップリンもお気に入りだったようで、1931年公開の『街の灯』でも再びストーリーに絡ませている。

## ストーリー
飼っているブルドッグと放浪していたチャーリーは、街角でボクシングのスパーリング・パートナーの募集告知を見つけ空腹を満たすために応募するのだが…。

## キャスト
- チャーリー・チャップリン - チャレンジャー
- エドナ・パーヴァイアンス - トレーナーの娘
- バド・ジェイミソン - チャンピオン
- ロイド・ベーコン - スパーリング・パートナー / レフェリー (二役)
- レオ・ホワイト - ばくち打ち
- ビリー・アームストロング（英語版） - スパーリング・パートナー
- ベン・ターピン - 売り子